# 石河政武
石河 政武（いしこ まさたけ）は、江戸時代の旗本。石河章治の三男。
明和3年（1766年）9月12日、目付から京都町奉行（東町）となる。明和7年（1770年）6月3日、持弓頭となる。江戸市中の打ち壊し騒動の不始末により更迭された曲淵景漸の後任として天明7年（1787年）6月10日に江戸北町奉行となるが、同年9月19日に在職中に没する。後任の北町奉行には柳生久通が急遽就任した。家督は子の政央が継ぎ、政平、政徳と続く。